# Friderik II. Hohenstaufen
Friderik II. Hohenstaufen, cesar Svetega rimskega cesarstva (1220-1250), kralj Sicilije (1198-1250), nemški kralj (1212-1220), jeruzalemski kralj (1225-1234) in švabski vojvoda (1212-1216), * 26. december 1194 Jesi, Kraljevina Sicilija, danes Italija, † 13. december 1250, Castel Fiorentino pri San Severu, danes Torremaggiore (Foggia, Italija).
Bil je sin Henrika VI. in Konstance Sicilske, zadnje normanske kraljice.

## Javno rojstvo
Friderikov oče Henrik je bil v Palermu okronan za sicilskega kralja na Božič leta 1194. Njegova žena Konstanca je želela kljub pozni nosečnosti biti prisotna na slovesnosti. Toda na poti proti Siciliji je dobila porodne krče in se je morala v kraju Jesi v Apuliji ustaviti. Tam je dala na glavnem trgu postaviti posteljo z baldahinom, kjer je nato rodila sina Friderika. Izdala je celo razglas, da sme vsaka ženska stopiti pod baldahin in si na lastne oči ogledati rojstvo njenega prvorojenca.
Čeprav se dogodek danes zdi neverjeten in predvsem neupravičen, je treba upoštevati razmere tistega časa, predvsem dejstvo, da je bilo na kocki nasledstvo velikega imperija. S poroko med Henrikom in Konstanco se je normansko kraljestvo, ki je obsegalo vso južno Italijo, priključilo Svetemu rimskemu cesarstvu, ki je že samo po sebi zajemalo velik del Evrope. Njun prvorojenec je bil torej še pred rojstvom nosilec ogromnih pravic in zaradi tega tudi tarča premnogih nasprotnikov. Ker je bila Konstanca stara štirideset let, marsikdo sploh ni verjel, da je noseča, kar bi seveda ustrezalo željam vseh, ki so se potegovali za nasledstvo. Zato je morala kraljica roditi prestolonaslednika v javnosti.
Pogumno kraljičino dejanje je sicer Frideriku zagotovilo prestol, zlobnih jezikov pa ni ugnalo. Še po več kot dvajsetih letih se je papež Gregor IX. spomnil, da je bila Konstanca pred poroko več let v samostanu, kar mu je dalo povod za napad na Friderika: neka srednjeveška legenda je namreč prerokovala, da bo stara nuna rodila Antikrista. Če že ni bilo moč oporekati dejanskemu rojstvu in pravici do nasledstva, je bilo obrekovanje še vedno uporabno orožje v rokah političnih nasprotnikov.
Združenju niso nasprotovali samo papeži, temveč tudi Normani, ki so imeli dobro organizirano in administrativno solidno državo, za razliko od mnogih nemških fevdalcev v stalnih medsebojnih prepirih in negotovim razmerjem do kralja. Tako neurejeno stanje naj bi po združenju doseglo tudi Sicilijo in razkrojilo sistem, ki je zagotavljal urejeno centralistično upravo kraljevine.

## Otroška leta
Friederik II. je prebil prve mesece življenja v Folignu pri vojvodi Konradu Urslingen in njegovi ženi. Krščen je bil v Assisiju z imenom Friderik Rogerij, kar naj bi potrjevalo njegovo pravico do vladanja nad nemškimi plemiči, saj je bil vnuk Friderika Rdečebradca, in nad sicilskimi Normani, saj je bil vnuk Rogerija II.
Friderik ni bil še tri leta star, ko mu je umrl oče, leto za tem pa še mati, ki ga je pred smrtjo izročila v varstvo papežu Inocencu III. skupaj z dotacijo 30.000 zlatih talentov. Varuštvo bodočega kralja je postalo politično orožje papeštva proti cesarstvu. Za prvega tutorja je bil določen škof Gualtiero iz Palearije, ki je zaupal otroka svojemu bratu. Ta je moral po kraljevem ukazu (kralj Filip Švabski je bil Friderikov stric) leta 1199 predati Palermo s Friderikom vred knezu Marcovaldu, kar je pomenilo prenos otrokovega varuštva od cerkvene na posvetno oblast. Zaradi tega, in ne zaradi morebitnih ozemeljskih nasprotovanj, so se vneli hudi prepiri in celo bitke, dokler ni leta 1206 papež dokončno osvojil tutorstvo mladega Friderika.
Friderikovi prvi učitelji so bili Guglielmo Francesco, papežev zaupnik, Gentile di Manopello in neznani islamski imam, o katerih ni večjih zgodovinskih podatkov. Z nekaterimi presledki so ga spremljali do polnoletnosti. V tem obdobju je Friderik, ki je bil sicilski kralj že pri svojem četrtem letu starosti, stanoval v kraljevi palači v Palermu. Legenda, po kateri naj bi se dečko potepal po mestnih trških uličicah in bil celo potreben, da mu preprosto ljudstvo teši lakoto, kar naj bi ga utrdilo za bodočo razgledano politiko, je sad modernega senzacionalističnega tiska. Nasprotno, svoje izredne sposobnosti je na dvoru pokazal že v zgodnji mladosti, zato so ga imenovali stupor mundi, kar pomeni čudo sveta ali svetovni čudež. Tako so stari Rimljani imenovali zmagovite generale, ki so slavili svoj triumf v Rimu, med drugimi tudi Julija Cezarja.
Leta 1208, na svoj štirinajsti rojstni dan, se je Friderik proglasil za polnoletnega, se po nekaj mesecih poročil in sicilsko kraljevino dejansko prevzel v svoje roke.

## Boj med Papeško državo in Svetim rimskim cesarstvom
Po smrti Henrika VI. sta se za prestol Svetega rimskega cesarstva potegovala Henrikov brat Filip Švabski na strani gibelinov in Oton IV. Welf na strani gvelfov, kar je imelo posledice tudi v mednarodni politiki, saj je vključilo v spopad tudi Anglijo na strani Otona in Francijo na strani Filipa. 
Papež Inocenc III., ki ni hotel dopustiti, da bi se cesarstvo povezalo s Sicilijo, je podprl Otona, ki je v zameno obljubil kar najširše sodelovanje z Rimom. S tem si je Oton pridobil tudi zavezništvo danskega kralja Valdemarja II. in češkega kralja Otokarja I.. Vendar je prav mednarodni razvoj spora s časom oškodoval Otona: Francija je premagala Anglijo, ki je odrekla Otonu nadaljnjo finančno podporo. To je prepričalo veliko njegovih zaveznikov, da so prestopili na nasprotno stran, med temi celo njegovega brata. Ko je leta 1208 Filip Švabski umrl, se je Oton pobotal z nasprotniki in bil soglasno priznan za cesarja. Papeževim odposlancem je zagotovil, da bo še dalje podpiral Cerkev, in predvsem da nima namena priključevati Sicilije. Tako ga je Inocenc III. formalno okronal. Toda v kratkem je Oton pozabil na obljube in prišel v spor s papežem zaradi raznih posestev in beneficijev. Novembra 1210 je papež izobčil Otona, ki je v odgovor zagrozil z napadom na Friderikovo Sicilijo.
Medtem so se na Nemškem razmere spremenile. Razni princi in škofje, posebno bivši gibelini, so Otonu zamerili predolgo odsotnost zdoma, ki ga je odvračala od internih problemov, pa tudi njegovo nenadno sovražnost do Friderika, potomca rodbine Hohenstaufen. Po nasvetu francoskega kralja in seveda s pristankom papeža so Otona odstavili in na njegovo mesto izvolili prav mladega Friderika Sicilskega. Papež je zavrnil vse Otonove prošnje za prepoved izobčenja in ga je v vseh zadevah nadomestil s Friderikom. Ta je bil leta 1212 v Konstanci kronan za nemškega kralja. Oton je poklical na pomoč angleške zaveznike, a Filip Avgust, francoski kralj, je v bitki pri Bouvinesu premagal Otona in njegove angleške zaveznike, zato zgodovinarji štejejo to zmago za začetek francoske državljanske zavesti. Leta 1215 se je Oton uradno odpovedal cesarskemu naslovu.
Friderik je bil pri devetnajstem letu starosti sicilski kralj, nemški kralj in edini upravičenec do naslova svetorimskega cesarja.

## Križarska vojna
Papežu Inocencu III. je sledil Honorij III., s katerim se je Friderik dogovoril, da bo upravljal Sicilsko kraljestvo ločeno od Cesarstva. Zgodovinarji vidijo v tem dogovoru spretno politično potezo, ki je v papeževih očeh pomenila prepoved skupne administracije, v Friderikovih pa je to bila pridobitev ločene administracije. Mladi cesar je namreč imel namen prepustiti upravo cesarstva sinu, čeprav pod svojim začasnim nadzorom. Zase pa je mislil obdržati Sicilijo, kjer je preživel mlada leta, predvsem pa kjer je dobro poznal bogato kmetijstvo, velika mesta in pristanišča in tudi izredno strateško lokacijo otoka v sredini Sredozemlja. Vsekakor je papež omilil prepoved s kronanjem Friderika za svetorimskega cesarja v baziliki svetega Petra v Rimu (1220).
V zameno je moral Friderik obljubiti križarsko vojno. A vojskovanje ni navduševalo mladega kralja, zato je z izpolnitvijo obljube dolgo odlašal. Šele ko mu je naslednji papež, Gregor IX., zagrozil z izobčenjem, je leta 1227 odrinil s svojimi ladjami proti Sveti deželi. Toda na ladjah je izbruhnila huda epidemija, ki je Friderika prisilila, da se je po nekaj dneh vrnil domov. Gregor IX. ga je takoj izobčil, zato je vojska že naslednje leto spet odplula. A Frideriku se ni bilo treba bojevati. S sultanom al-Kamilom se je le pogovoril in v miru zasedel prestol kralja Jeruzalema, do katerega je imel dedno pravico po smrti svoje druge žene. To prijateljstvo z neverniki ni šlo v račun papežu, ki je zato med Friderikovo odsotnostjo napadel njegove posesti v Italiji. Le takojšnja kraljeva vrnitev je spet vzpostavila mir.
Ta križarska vojna, šesta po številu, kjer sploh ni prišlo do vojskovanja, je velike zgodovinske važnosti, ker je bila glavni vzrok nasprotovanj med papeževo in cesarjevo oblastjo na italijanskih tleh, saj prav na noben način ni upoštevala Cerkve. V spor se je kmalu vmešala Lombardska zveza komun kot predstavnica Gvelfov, kar je prisililo cesarjeve zaveznike, v prvi vrsti družino Ordelaffi iz mesta Forlì, da se opredelijo kot gibelini.
Seveda je najhujše posledice občutil Friderik sam, ki se je moral vse preostalo življenje bojevati ne samo proti papežem in komunam, ki so se bile postavile papežem na stran, temveč celo proti svojemu sinu. Zaradi političnih problemov je bil Friderik dejansko prizadet predvsem v družinskem okolju. Sin Henrik se mu je večkrat postavil po robu, tudi z vojsko. Sin Enzo je poročil Adelazijo vdovo Visconti in s tem privzel njene posesti na Sardiniji, kar je razburilo papeža Gregorja IX., ki je nanje računal; zaradi tega je Enzo po bitki pri Fossalti, kjer je bil zajet, ostal je v ujetništvu Bolonjcev vse do smrti, to je kar 23 let.

## Izobrazba in kultura
Friderik II. je bil zelo izobražen človek. Govoril je devet jezikov in rad je študiral predvsem filozofijo, matematiko, medicino in naravoslovje. Redno si je dopisoval z Leonardom Fibonaccijem. Rad je podpiral znanstvenike in jezikoslovce. Pod njegovim okriljem se je kultura splošno razširila, tudi zato, ker se je odkrito zavzemal za prepletanje raznih tradicij, ki so se srečevale na njegovem dvoru. Navduševal se je za arabsko leposlovje in za latinske klasike, a sprejemal je tudi bizantinske vplive in istočasno je želel ohraniti stare normanske sage in pesmi provansalskih trubadurjev. 
Po zaslugi Friderika II. je mesto Palermo postalo ne le najpomembnejše središče kraljevine, temveč tudi mednarodno stičišče grške, arabske in judovske kulture. Na dvoru so bivali ljudje, ki so bili zelo pomembni za kulturo tistega časa, na primer astrologa Guido Bonatti in Michele Scoto, ki je prevedel nekatera Aristotelova dela, Teodor Antiohijski, krščanski Arabec, in Juda Ben Salomon Cohen, ki je bil velik judovski enciklopedist. Tu je nastala Sicilska šola, kjer se je razvil visoki sicilski jezik, ki se šteje za prvi standard italijanskega jezika in ki so ga uporabljali le izobraženci. Istočasno je Sicilska šola izpopolnjevala lokalni sicilski jezik, zgodovinsko prvi romanski jezik, ki se je uporabil v leposlovju.
Seveda se Friderikov vpliv na kulturo ni omejil na jezikoslovje. Bil je mecen mnogih umetnikov, čigar dela še danes občudujemo, na primer v kiparstvu in izdelovanju kovancev ter pečatov. Posebne važnosti so miniaturne poslikave kodeksov. Najbolj vidna med njegovimi zapuščinami je zidava gradov, od katerih večina še danes stoji; najslavnejši med njimi, Castel del Monte v kraju Andria, je upodobljen na italijanskem kovancu za eno stotinko evra.
Ko je bil Friderik star 30 let, je formalno ustanovil v Neaplju universitas studiorum, to je prvo državno univerzo v Evropi. Edina tedaj obstoječa univerza, bolonjska, je bila namreč sestavljena iz samostojnih učiteljev in študentov, ki so kmalu prešli pod papeževo okrilje. Neapeljska univerza je bila pa popolnoma laična. Nastala je predvsem kot šola pravosodja in retorike, a kmalu se je razširila tudi na druge vede. Od svojega nastanka leta 1224 ni Neapeljska univerza nikoli prenehala delovati. Leta 1987 je bila poimenovana po Frideriku II. 
Vzporedno z visoko šolo pravosodja je Friderik podpiral tudi Salernsko šolo zdravstva, ki je že skoraj štiristo let delovala in ki jo je celo obravnal v svojih ustavnih zakonih. V Palermu je ustanovil živalski vrt, ki je bil znan zaradi velikega števila eksotičnih živali, ki so v njem živele. Napisal je tudi knjigo, in sicer priporočnik o sokolarstvu, z naslovom De arte venandi cum avibus, ki je bil eden izmed prvih rokopisov z risbami z naravno temo.

## Zakonodaja
Čeprav je bil Friderik II. polnomočen cesar Svetega rimskega cesarstva, se ni nikoli zanimal za to ogromno politično enoto, pač pa je vse svoje moči usmeril v ureditev in posodobljenje Sicilskega kraljestva. Moderni zgodovinarji so mnenja, da se je Friderik dobro zavedal, da je Sveto rimsko cesarstvo le utopija in nima praktičnega pomena, zato se pa tudi za njegov obstoj in modernizacijo ni potegoval, temveč je svojo visoko oblast nosil le kot častni naslov. Nastopil je sicer večkrat, ko so to zahtevale okoliščine, celo z lastnim sinom je prišel navzkriž zaradi oblasti nad evropskimi posestvi, a njegovo resnično zanimanje se je omejevalo na Sicilsko kraljestvo. Vsa njegova zakonodajna dejavnost se je osredotočila na izboljšanje razmer v njegovi deželi.

### Na Siciliji
V tej zvezi je treba tudi pripomniti, da Sicilija ni imela prestolnice v današnjem pomenu besede, ker se je smatrala prestolnica tisto mesto, v katerem je trenutno bival kralj. To je Friderik posredno dokazal z izdajanjem zakonov v raznih krajih, na primer leta 1220 v Capui in Cataniji ter naslednje leto v Messini, ko je ob povratku iz Nemčije moral nastopiti proti fevdalcem, ki so med njegovo odsotnostjo ponekod prevzeli oblast. Leta 1224 je v Melfiju ustanovil Neapeljsko univerzo, leta 1227 je v Sirakuzah uredil pomorsko zakonodajo.
Višek zakonodajne dejavnosti je bil dosežen leta 1231, ko je Friderik v Melfiju z razkošno slovesnostjo objavil zbirko vseh zakonov, ki so jih bili dotlej objavili njegovi juristi: to so Melfijski ustavni zakoni, znani tudi kot Constitutiones Melfitanae, s katerimi je Friderik popolnoma obnovil obstoječo zakonodajo. Melfijski zakoni so zakonodajni kodeks Kraljevine Sicilije, ki ga je sestavil sam Friderik s sodelovanjem velikih juristov svojega dvora, kot so Pier Delle Vigne, Roffredo di Benevento, Giacomo di Capua, Andrea Bonello da Barletta. Zgodovinsko je zakonik zelo pomemben, ker sloni na stari normanski zakonodaji, o kateri se ni ohranilo veliko drugih zapisov. Vsebinsko je zanimiv, ker očitno zmanjšuje oblast plemičev in prelatov v korist kralja in ker vključuje tudi ženske med fevdalne dediče. Taka ureditev je vodila do centralizirane države z majhnimi socialnimi razlikami med družbenimi sloji, kar so zgodovinarji ocenili kot »moderno državo«.

### Na Nemškem
Pomembna izjema v Friderikovi zakonodaji je Pogodba s cerkvenimi predstavniki (Confoederatio cum principibus ecclesiasticis) iz leta 1220. Izdal jo je kot koncesijo določenih svojih privilegijev nekaterim nemškim škofom, da bi pridobil njihov pristanek na izvolitev sina Henrika za nemškega kralja. Listina je med najpomembnejšimi viri zakonodaje Svetega Rimskega cesarstva na nemških tleh, ker spreminja dotedanje ravnotežje političnih sil. Z njo so škofje pridobili razne privilegije, na primer kovanje denarja, upravljanje davkov, zidanje gradov, ustanavljanje sodišč in veliko drugih. Po eni strani je bila listina večanje škofovske oblasti, po drugi pa je pomenila lažji nadzor s strani kralja nad vedno večjimi mesti. Proti svojim splošnim principom o centralizaciji je Friderik žrtvoval del oblasti za pridobitev boljše administracije tistih predelov cesarstva, ki jih ni mogel direktno upravljati.

## Gospodarstvo
Posebej je treba omeniti Friderikovo sposobnost v ekonomski upravi kraljestva. Prepričan je bil, da je razsvetljena zakonodaja prvi korak do trajnega miru, ki bo dal pravi zagon gospodarstvu in bogastvu države. Ta napredna stališča v zvezi z razvojem gospodarstva so privedla do popolnoma novih pogledov na ekonomijo. Odpravil je vse državne monopole in vsako vrsto carine v mejah države, predvsem mitnine. Istočasno je spodbujal trgovske izmenjave in konkurenco med vsemi središči svojega imperija. Očitno je Friderik tudi v gospodarskem pogledu branil kraljevski absolutizem, ne pa fevdalizma, saj so vse te novosti v glavnem le manjšale moč fevdalcev, katerim je grobo okrnil dohodke v prid državne blagajne. Oblast fevdalnih gospodov je spretno prenesel na svoje sodelavce, sposobne juriste, s pomočjo katerih je kljub visokim davčnim zahtevam zagotovil gospodarsko rast in blaginjo svojim državljanom.

## Politika
Friderik II. zavzema posebno mesto v evropski in italijanski zgodovini. V evropskem pogledu je bil človek, ki je smiselno zaključil srednjeveško pojmovanje ogromnih imperijev, saj je dejansko prepustil politično dejavnost osrednje Evrope spontanemu razvoju, kar je privedlo do postopnega razpada Svetega rimskega cesarstva. Njegovo moderno pojmovanje fevdalnega sistema, ki je že v precejšnji meri pravi imperializem in spominja na poznejšo centralizirano državno upravo, postavlja Friderika II. med razsvetljene evropske vladarje, ki so odločilno vplivali na razvoj bodočih generacij.
V zgodovini Italije je Friderik II. zapisan predvsem kot nasprotnik papeževe oblasti in teokracije. Njegov boj s komunami, ki bi lahko nakazoval željo po tiraniji, velja, nasprotno, za uravnovešeno nasprotovanje pretiravanju in upravni nesposobnosti mestnih občin.

## Zasebno življenje in smrt
Friderik II. je bil poročen štirikrat. Prve tri žene so bile »državna dolžnost«, s četrto se je domnevno poročil iz ljubezni, a nobena od njih ni igrala vloge v javnem življenju. Bile so le matere njegovih uradnih potomcev, h katerim je treba prišteti še celo kopico nezakonskih otrok.
Prva žena je bila Konstanca Aragonska, ki jo je petnajstletnemu Frideriku vsilil papež Inocenc III., njegov skrbnik. Konstanca je bila mnogo starejša od Friderika, zelo pobožna in sposobna oseba, zato je papež mislil, da bo lahko obvladala mladega kralja in ga obdržala pod papeževim vplivom. Motil se je: poroka mladeniču sploh ni dosti pomenila. Iz tega zakona se je rodil sin Henrik VII. (1211-1242), ki je bil pozneje hud očetov nasprotnik. Konstanca je umrla leta 1222.
Drugo ženo, Jolando (ali Izabelo) Briennsko, je Frideriku predstavil papež Honorij III., saj je dekle bilo dedinja naslova kralj Jeruzalema. Medtem ko je papež hotel na ta način posredno priti do posesti v Sveti deželi, je Friderik nasprotno nameraval dokazati, da križarske vojske niso potrebne. O ljubezni seveda ni bilo govora. Trinajstletna nevesta je prvo poročno noč preživela sama, medtem ko se je ženin mudil pri nevestini dvorni dami. Ko se je nevestin oče zaradi tega pritožil pri papežu, ga je ta potolažil s primernim darilom. Jolanda je rodila dva otroka, Konrada IV. in Margerito, a je komaj šestnajstletna umrla.
Tretja Friderikova žena je bila Izabela Angleška, sestra kralja Henrika III. Angleškega. Zakonsko zvezo je toplo priporočal papež Gregor IX., ki je mislil, da se bodo na ta način ublažila nasprotja med nemškimi in angleškimi mogotci. Dejansko je poroka (1235) malo vplivala na politično dogajanje v Evropi. Izabela je že po šestih letih umrla. Zapustila je štiri otroke: Margerito, Karlota, Friderika in Karla Otona.
Že kmalu po poroki z Jolando je Friderik spoznal Bianko iz Loreta, domnevno edino žensko, ki je zares ljubil. Ni skrival, da kljub poroki z Jolando in pozneje z Izabelo redno zahaja k Bianki, ki mu je tudi povila tri otroke: Konstanco, Manfredija in Violante. Po legendi bi naj bil Friderik iz ljubosumja zaprl Bianko v enega od svojih gradov, kjer naj bi Bianka od sramu in žalosti naredila samomor. Zgodovina pa pravi, da je Friderik po smrti tretje žene nekaj let ostal vdovec. Ko je Bjanka hudo zbolela, ga je prosila, naj se poroči z njo in njene otroke prizna za svoje. Kralj je tako tudi storil; Bianka je postala kraljica, a le nekaj dni pred smrtjo leta 1246.
Friderik II. je Bjanko preživel le kratek čas. Ko se je decembra 1250 mudil v Apuliji, je nenadoma zbolel in v kratkem umrl. Bilo mu je 56 let.
Razen zgoraj navedenih otrok je znanih še vsaj deset drugih, nezakonskih; o nekaterih ni znano niti ime matere. Friderik ni zanikal očetovstva, nasprotno: večino otrok je sprejel na svoj dvor. Izmed teh je najbolj znan Henrik Švabski (1224-1272), sin Adelajde iz Urslingena, ki ga zgodovina pozna pod imenom Enzo. Bil je Friderikov ljubljenec, saj mu je bil tudi po značaju in sposobnosti najbolj podoben. Komaj sedemnajstleten je postal Sardinijski kralj, a že osem let pozneje je moral kot ujetnik v Bologno, kjer je tudi umrl.
Verjetno je Friderik umrl zaradi črevesnega vnetja, čeprav je njegov dvorni svetovalec Guido Bonatti zapisal, da je bil zastrupljen, saj je nekaj dni prej odkril zaroto, v katero je bil vpleten tudi sam dvorni zdravnik. Ker je njegovo stanje izgledalo že od začetka kritično, so ga prav zaradi bojazni pred zaroto skrili v Domus v Fiorentinu, utrjeno naselje na podeželju današnje Torremaggiore. Tu je Friderik narekoval oporoko pred najvišjimi predstavniki cesarstva. Za naslednika je v oporoki izbral sina Konrada.